# JCC 200 miles 1938
JCC 200 miles 1938 je bila deseta neprvenstvena dirka za Veliko nagrado v sezoni 1938. Odvijala se je 27. avgusta 1938 na angleškem dirkališču Brooklands.

## Poročilo
Na štartu je povedel Princ Bira, sledili so mu Reggie Tongue, Arthur Dobson in Raymond Mays. Slednji se je že kmalu prebil na drugo mesto, Tongue je zaostal, Christopher Staniland pa je kot prvi odstopil. Po osmih krogih je imel Bira devet sekund pred Maysom, ki je zapeljal na postanek v bokse za menjavo svečk, drugi je bil s tem Dobson, tretji pa John Wakefield. Dobson je v dvaindvajsetem krogu odstopil zaradi okvare motorja, Biri so tako sledili Wakefield, William Cotton in Tongue. V dvainštiridesetem krogu je do tedaj vodilni Bira opravil svoj postanek v bokih in padel na drugo mesto, po šestdesetih krogih je imel dvainsedemdeset sekund zaostanka za Wakefieldom. Zaradi težav z zavorami se Bira ni uspel približati vodilnemu Wakefieldu, ki je v zadnjih krogih opravil postanek v boksih brez menjave pnevmatik, in zmagal s prednostjo štiriintridesetih sekund pred Biro, tretji je bil Earl Howe.

## Rezultati

### Dirka
| Poz | Dirkač                | Moštvo    | Dirkalnik      | Krogi | Čas/Odstop |
| --- | --------------------- | --------- | -------------- | ----- | ---------- |
| 1   | John Wakefield        | Privatnik | ERA B          | 88    | 2:48:37,7  |
| 2   | Princ Bira            | Privatnik | Maserati 8CM   | 88    | +34 s      |
| 3   | Earl Howe             | Privatnik | ERA C          | 86    | +2 kroga   |
| 4   | Kenneth Evans         | Privatnik | Alfa Romeo P3  | 85    | +3 krogi   |
| 5   | Reggie Tongue         | Privatnik | ERA B          | 83    | +5 krogov  |
| 6   | Percy Maclure         | Privatnik | Riley          | 83    | +5 krogov  |
| 7   | Tony Rolt             | Privatnik | ERA B          | 82    | +6 krogov  |
| ?   | Teddy Rayson          | Privatnik | Maserati 4CM   |       |            |
| ?   | Angus Cuddon-Fletcher | Privatnik | MG             |       |            |
| ?   | S Wilson              | Privatnik | MG             |       |            |
| ?   | Stanley Smith         | Privatnik | MG             |       |            |
| ?   | Wolley                | Privatnik | MG             |       |            |
| ?   | William Cotton        | Privatnik | ERA B          |       |            |
| ?   | A. H. Beadle          | Privatnik | Alta           |       |            |
| ?   | Avebury               | Privatnik | Alta           |       |            |
| ?   | George Abecassis      | Privatnik | Alta           |       |            |
| ?   | Nickols               | Privatnik | MG             |       |            |
| ?   | Peter Aitken          | Privatnik | Maserati 6CM   |       |            |
| ?   | Norman Wilson         | Privatnik | ERA A          |       |            |
| ?   | Peter Monkhouse       | Privatnik | ?              |       |            |
| Ods | Bob Lace              | Privatnik | Darracq        |       | Motor      |
| Ods | Ian Connell           | Privatnik | ERA B          |       | Zavore     |
| Ods | Arthur Dobson         | Privatnik | ERA B          | 22    | Bat        |
| Ods | Leslie Brooke         | Privatnik | Brooke Special |       | Motor      |
| Ods | Raymond Mays          | Privatnik | ERA D          | 14    | Motor      |
| Ods | Robin Hanson          | Privatnik | Maserati 6CM   | 13    | Menjalnik  |
| Ods | Christopher Staniland | Privatnik | Multi Union    |       |            |